# 弗洛伦丝·巴克
弗洛伦丝·巴克（英語：Florence Barker，1908年3月23日—1986年），英国女子游泳运动员，主攻自由泳。她曾代表英国参加1924年夏季奥林匹克运动会游泳比赛，获得女子4×100自由泳接力银牌。